# Нурафшон-Бухара
Футбольний клуб «Нурафшон-Бухара» або просто «Нурафшон-Бухара» — узбецький професіональний футбольний клуб з міста Бухара Бухарської області. Не варто плутати з ФК «Бухара», який виступав під аналогічною назвою в 1989—1997 роках.

## Історія
Футбольний клуб «Нурафшон-Бухара» було створено в 2015 році в місті Бухара. З 2015 року команда бере участь в Другій лізі Чемпіонату Узбекистану. Того ж року команда перемогла у фінальному турнірі Другої ліги.
З 2016 року «Нурафшон-Бухара» виступає у Першій лізі Чемпіонату Узбекистану.

## Досягнення
- Друга ліга Чемпіонату Узбекистану
  -  Чемпіон (1) — 2015